# Койл, Оуэн
О́уэн Кола́мба Койл (англ. Owen Columba Coyle; род. 14 июля 1966, Пейсли, Ренфрушир) — шотландский футболист и футбольный тренер.
За свою карьеру футболиста Койл играл в нескольких шотландских клубах, а также за английский «Болтон». Был играющим тренером в клубах «Фалкирк» и «Сент-Джонстон». Затем возглавил клуб «Бернли», на тот момент выступавший в Чемпионшипе. Под руководством Койла «Бернли» выиграл путёвку в Премьер-лигу. В середине своего первого сезона в Премьер-лиге Оуэн Койл перешёл на должность главного тренера в «Болтон».
Оуэн Койл один раз был вызван в сборную Ирландии по футболу, так как имеет ирландское происхождение.

## Клубная карьера
Койл начал свою карьеру в 1985 году в клубе «Дамбартон», где он играл вместе со своими братьями Джо и Томми. В 1988 он присоединился к клубу «Клайдбанк», а затем, в марте 1990 года, перешёл в клуб «Эйрдрионианс» за £175 000. В первом же матче за этот клуб Койл отметился хет-триком, а по завершении сезона 1989/90 стал лучшим бомбардиром футбольной лиги Шотландии. За следующие два сезона Койл помог «Эйрдриониансу» добраться до финала кубка Шотландии по футболу, где они уступили клубу «Рейнджерс». Однако в сезоне 1992/93 «Эйрдрионианс» участвовал в розыгрыше Кубка обладателей кубков УЕФА, так как «Рейнджерс», победив в Шотландской Премьер-лиге, получил право участвовать в Лиге чемпионов.
Летом 1993 года «Болтон Уондерерс» заплатил за трансфер Койла £250 000. В Англии он провёл два года и получил шанс играть в Премьер-лиге. В 1995 году состоялся матч плей-офф Первого дивизиона Футбольной лиги, где «Болтон» играл против «Рединга». Койл сыграл ключевую роль в этом матче, забив гол на 75-й минуте. Выиграв плей-офф с итоговым счётом 4-3 «Болтон», впервые за 15 лет, перешёл в Премьер-лигу.
В октябре 1995 года Койл перешёл из «Болтона» в «Данди Юнайтед» за £400 000. В сезоне 1995/96 эта команда выступала в Первом дивизионе шотландской Футбольной лиги. Койл забил победный гол в решающем матче плей-офф против команды «Партик Тисл» и помог своей команде попасть в Премьер-лигу.
В зимнее трансферное окно сезона 1996/97 Койла пытался приобрести клуб «Хиберниан», но сделка так и не состоялась и он перешёл в «Мотеруэлл». После этого, в марте 1999 года, Койл сменил клуб на «Данфермлин Атлетик», но не смог закрепиться в стартовом составе и в сезоне 2000/01 выступал на правах аренды за «Росс Каунти», предварительно договорившись о своём возвращении в «Эйрдрионианс» по окончании сезона. В 2002 году клуб «Эйрдрионианс» был объявлен банкротом и прекратил своё существование. Оуэн Койл присоединился к клубу «Фалкирк», где в 2003 году был назначен играющим тренером. После того как Койл покинул этот пост, он вернулся в «Данди Юнайтед», где преимущественно должен был заниматься тренерской деятельностью, но также был зарегистрирован в качестве игрока. Однако, из-за того что ему было трудно закрепиться в основе команды, он был отдан в аренду в «Эйрдри Юнайтед», а затем и перешёл в него. В этом клубе он также занял пост помощника главного тренера Сэнди Стюарта, который на сегодняшний день является помощником Койла в «Болтоне».
В экстренном порядке Оуэн Койл выступал за вторую команду «Бернли» 9 апреля 2009 года в матче против «Аккрингтон Стэнли». Второй раз Койл играл за резерв 7 октября 2009 года против второй команды «Ливерпуля».
15 ноября 2010 года Койл вышел на поле в составе «Болтон Уондерерс» в их товарищеском матче с североирландской командой «Клифтонвилл». Матч закончился победой «Болтона» со счётом 0:2.

## Тренерская карьера

### «Фалкирк»
Койл получил свою первую тренерскую должность 31 января 2003 года, когда он и Джон Хьюз были назначены тренерами клуба «Фалкирк». Таким образом, был создан необычный прецедент, когда в клубе существовало два равноправных тренера, которые также являлись играющими тренерами. Этот тренерский дуэт приступил к работе в то время, когда «Фалкирк» занимал высокие позиции в лиге. Они смогли удержать команду в хорошей форме и в сезоне 2002/03 «Фалкирк» победил в Первом дивизионе шотландской Футбольной лиги.
В конце сезона 2002/03 Койл покинул «Фалкирк», проведя в нём только половину сезона. Джон Хьюз остался единственным тренером «Фалкирка», а Койл перешёл на работу в «Данди Юнайтед».

### «Сент-Джонстон»
В апреле 2005 года Оуэн Койл был назначен главным тренером команды «Сент-Джонстон». В марте 2006 он получил награду «тренер месяца» в Шотландском Первом дивизионе. Под его руководством «Сент-Джонстон» победил «Рейнджерс» со счётом 0:2 на стадионе «Айброкс» и вышел в полуфинал Кубка шотландской лиги. Это была их первая победа на домашнем стадионе команды из Глазго за 35 лет. В марте 2007 Койл получил втору награду «тренер месяца» в Первом дивизионе. В этом сезоне «Сент-Джонстон» боролся за выход в Шотландскую премьер-лигу, его главным соперником был клуб «Гретна», который в последнем матче сезона обыграл «Росс Каунти» и в итоге набрал больше очков.
В июле 2007 года Койл продлил свой контракт с командой «Сент-Джонстон» до конца сезона 2009/10. В начале сезона 2007/08 под руководством Койла клуб дошёл до финала Шотландского кубка вызова. За неделю до финального матча Койл принял предложение клуба «Бернли» и перешёл работать в него. «Сент-Джонстон» выиграл кубок уже под руководством Сэнди Стюарта, обыграв «Данфермлин Атлетик» со счётом 2:3 на стадионе «Денс Парк».

### «Бернли»
В ноябре 2007 года велись переговоры о переходе Койла на работу в «Бернли», так как у него был действующий контракт с «Сент-Джонстоном», то стороны не смогли сразу договориться о компенсации. После того как 21 ноября 2007 года руководство «Бернли» согласилось на увеличение суммы отступных переход Койла состоялся. Уже на следующий день Оуэн был назначен новым главным тренером «Бернли». На этот пост его рекомендовали Алекс Маклиш и президент «Болтона» Фил Гартсайд, который признался, что до назначения на пост тренера Гари Мегсона, Койл был основным кандидатом на должность тренера «Болтона».
В сентябре 2008 года, бывший английский нападающий Эндрю Коул назвал Оуэна Койла причиной того, что он поменял решение относительно завершения своей карьеры футболиста в конце сезона 2007/08. Коул был арендован «Бернли» у «Сандерленда» и провёл в команде три месяца. Вот что Коул заявил прессе:
|        | I went to Burnley and spoke to Owen and got a great vibe. He brought the best out of me and made me feel a lot younger than my age. |  | Я пришёл в Бернли, поговорил с Оуэном и получил хороший заряд. Он пробудил мои лучшие качества и я почувствовал себя моложе, чем есть на самом деле. |  |
| [ 16 ] | |  | |  |

Койл получил награду Тренер месяца Чемпионата Футбольной лиги Англии в сентябре 2008, после того как «Бернли» лидировал с 4 победами и 1 ничьей в Чемпионшипе, а также обыграл «Фулхэм» в кубке Футбольной лиги. В ноябре «Бернли» выиграли по пенальти у «Челси» на их домашнем стадионе и прошли в четвертьфинал. В четвертьфинале они встречались с «Арсеналом», матч закончился со счётом 2:0 в пользу «Бернли». В полуфинале команда Койла играла с «Тоттенхэмом». «Бернли» проиграл первый матч со счётом 4:1 и по ходу ответного матча вёл с преимуществом в три мяча, что давало шанс на победу в дополнительное время или в серии пенальти. Однако, за несколько минут до конца добавленного времени, голами за «Тоттенхэм» отметились Роман Павлюченко и Джермейн Дефо, и лондонская команда по сумме двух матчей победила со счётом 6:4.
Под руководством Койла «Бернли» выиграл путевку в Премьер-лигу победив «Шеффилд Юнайтед» со счётом 1:0 в финале плей-офф Чемпионшипа на стадионе «Уэмбли» 25 мая 2009 года. Сезон 2009/10 стал первым для «Бернли» в Премьер-лиге за 33 года. После этого команда усилилась такими игроками как Тайрон Мирз (сумма трансфера £500,000), Стивен Флетчер (за рекордную для клуба трансферную стоимость £2 750 000) и Дэвид Эдгар (как свободный агент).
Весной 2009 года прошли слухи о том, что Койл может занять вакантную должность главного тренера «Селтика». 18 июня 2009 года Оуэн продлил контракт с «Бернли» до конца сезона 2012/13.

### «Болтон»
В январе 2010 года руководство «Болтон Уондерерс» искало замену главному тренеру, на место уволенного Гари Мегсона и проявило свой интерес к Койлу. Оуэн также выразил желание покинуть «Бернли» и занять эту должность. 5 января президент клуба «Бернли» объявил, что Койл покидает этот клуб, а 8 января Оуэн занял должность главного тренера «Болтона».
Первой игрой «Болтона» под руководством Койла был матч с «Арсеналом», который они проиграли со счётом 2:0. Команда добилась первой победы 23 января 2010 года в четвёртом раунде розыгрыша Кубка Англии над «Шеффилд Юнайтед». Первой победой в Премьер-лиге стала игра с бывшим клубом Койла — «Бернли» 26 января 2010 года. Первая победа на выезде состоялась 6 марта, когда они обыграли «Вест Хэм Юнайтед».
Первыми приобретениями клуба при Койле стали Стюарт Холден из клуба «Хьюстон Динамо», выступающем в MLS, вингер «Манчестер Сити» Владимир Вайсс и был взят в аренду до конца сезона игрок «Арсенала» Джек Уилшир.
1 июля 2010 года в «Болтон» на правах свободных агентов перешли Мартин Петров и Робби Блейк. Также в клуб пришёл Маркос Алонсо из «Реала» (трансферная стоимость не разглашается) и вернулся из аренды Иван Класнич. В январе 2011 был приобретен Дэвид Уитер из «Мидлсбро» и взят в аренду игрок «Челси» Дэниел Старридж.
В сезоне 2011/12 «Болтон», под руководством Койла, набрав 36 очков занял 18 место и наряду с такими клубами как «Блэкберн» и «Вулверхэмптон» покинул Премьер-лигу.
После первых десяти игр в Чемпионшипе в сезоне 2012/13 «Болтон» смог одержать победу лишь в трёх и находился на 18-й позиции в лиге. 9 октября 2012 года было объявлено что руководство клуба решило отправить Койла в отставку с поста главного тренера из-за неудовлетворительных результатов команды.

### «Уиган»
14 июня 2013 года было объявлено, что Койл станет новым главным тренером «Уиган Атлетик». Президент «Уигана» Дейв Уилан объяснил свой выбор в пользу Койла тем, что тот имеет опыт вывода команды в Премьер-лигу. Койл покинул «Уиган» уже через полгода, 2 декабря 2013, в связи с плохими результатами команды — «Уиган» находился лишь на 14 месте в таблице и к моменту увольнения Койла команда проиграла три матча подряд за одну неделю.

### «Хьюстон Динамо»
9 декабря 2014 года было объявлено, что Койл был назначен главным тренером клуба MLS «Хьюстон Динамо». 25 мая 2016, в разгар сезона MLS 2016, было объявлено, что Койл покинул тренерский пост по обоюдному соглашению с «Хьюстон Динамо».

### «Блэкберн Роверс»
Койл подписал контракт с клубом из Чемпионшипа «Блэкберн Роверс» 2 июня 2016 года и стал его главным тренером. Контракт был рассчитан на два года. После поражения от «Манчестер Юнайтед» и вылета из Кубка Англии, а также из-за низких результатов в Чемпионшипе, в феврале 2017 года контракт был расторгнут по обоюдному согласию сторон.

## Статистика тренерской карьеры
По состоянию на 21 февраля 2017 года
| Команда          | Начало работы  | Окончание работы | Результаты | Результаты | Результаты | Результаты | Результаты |
| Команда          | Начало работы  | Окончание работы | Матчи      | Победы     | Ничьи      | Поражения  | % побед    |
| ---------------- | -------------- | ---------------- | ---------- | ---------- | ---------- | ---------- | ---------- |
| Фалкирк          | 31 января 2003 | 20 мая 2003      | 19         | 12         | 3          | 4          | 63,16      |
| Сент-Джонстон    | 15 апреля 2005 | 22 ноября 2007   | 70         | 36         | 19         | 15         | 51,43      |
| Бернли           | 22 ноября 2007 | 5 января 2010    | 116        | 49         | 29         | 38         | 42,24      |
| Болтон Уондерерс | 8 января 2010  | 9 октября 2012   | 126        | 42         | 24         | 60         | 33,33      |
| Уиган Атлетик    | 14 июня 2013   | 2 декабря 2013   | 23         | 7          | 6          | 10         | 30,43      |
| Хьюстон Динамо   | 8 декабря 2014 | 25 мая 2016      | 49         | 16         | 11         | 22         | 32,65      |
| Блэкберн Роверс  | 2 июня 2016    | 21 февраля 2017  | 37         | 11         | 8          | 18         | 29,73      |
| Всего            | Всего          | Всего            | 440        | 173        | 100        | 167        | 39,32      |

## Карьера в сборной
Оуэн Койл один раз вызывался в сборную Ирландии и выступил в товарищеской встрече со сборной Нидерландов в Тилбурге, в апреле 1994 года. Матч закончился победой сборной Ирландии со счётом 1:0, на 83 минуте Койл заменил отличившегося в том матче голом Томми Койна.

## Достижения
Игрока
- Победитель Первого дивизиона шотландской Футбольной лиги: 2002/03

Тренера
- Победитель плей-офф Чемпионшипа: 2008/09
- Тренер месяца английской Премьер-лиги: ноябрь 2010[39], март 2012[40]

## Интересные факты
- В 2000 году Койл принял участие в съёмках фильма «Цена победы», рассказывающем о небольшом шотландском клубе[41].